# صفيراء غليظة الثمار
صفيراء غليظة الثمار (الاسم العلمي:Sophora pachycarpa) هي نوع من النباتات يتبع جنس الصفيراء من الفصيلة البقولية.